# Henri Étienne Sainte-Claire Deville
Henri Étienne Sainte-Claire Deville (11 tháng 3 năm 1818 - 1 tháng 7 năm 1881) là một nhà hóa học người Pháp.
Ông sinh ra ở đảo St Thomas thuộc vùng Tây Ấn Đan Mạch, nơi cha anh là lãnh sự Pháp. Cùng với anh trai Charles, anh được giáo dục tại Paris tại trường đại học Rollin. Năm 1844, tốt nghiệp bác sĩ y khoa và tiến sĩ khoa học, ông được bổ nhiệm tổ chức khoa khoa học mới tại Besançon, nơi ông làm trưởng khoa và giáo sư hóa học từ năm 1845 đến 1851. Trở về Paris vào năm sau Antoine Jérôme Balard đã thành công tại École Normale, và năm 1859 trở thành giáo sư tại Sorbonne thay cho J. B. A. Dumas, người mà ông đã bắt đầu giảng dạy vào năm 1853. Ông qua đời tại Boulogne-sur-Seine.